# Екстремни правила (2016)
Екстремни правила (2016) е професионален кеч pay-per-view турнир, продуциран от WWE, планиран да бъде проведен в Prudential Center в Нюарк, Ню Джърси на 22 май 2016 г. Ще бъде осмото събитие в хронологията на Екстремни правила.
Осем мача бяха се провели по време на събитието (включително един мач преди шоуто). В главния мач, Роуман Рейнс победи Ей Джей Стайлс в мач с Екстремни правила и запази своята Световна титла в тежка категория на федерацията. След мача, Сет Ролинс се завърна и атакува Рейнс.

## Заден план
Отначало Екстремни правила трябваше да се проведе на 1 май в Allstate Arena в Роузмънт, Илинойс; обаче датите и местата му се размениха с тези на Разплата.
На Първична сила след КечМания 32 на 4 април Ей Джей Стайлс спечели фатална четворка за шанс за Световната титла тежка категория на федерацията притежавана от Роуман Рейнс и запази своята възможност за титлата като победи Сами Зейн на следващата седмица на Първична сила. На 25 април в епизод на Първична сила, Стайлс спаси Рейнс от атаката от Карл Андерсън и Люк Галоус; но тогава Рейнс го атакува. На Разплата, Роуман Рейнс победи Ей Джей Стайлс и запази Световната титла тежка категория на федерацията. Обаче, Стайлс победи Рейнс чрез отброяване (което беше обновено от Шейн Макмеън) и после чрез дисквалификация след като Рейнс удари Стайлс под пояса (което беше обновено от Стефани Макмеън). Преди края на турнира, Стефани и Шейн се съгласиха, че Стайлс ще получи реванш на Екстремни правила в Мач с Екстремни правила.
На Разплата, Водевиланс срещу Ензо Аморе и Колин Касиди завърши без победител, когато Ензо Аморе претърпя нараняване, което по-късно се установи, че е било сътресение, в мачът за претендент за Отборните титли на WWE. На следващата вечер на Първична сила, Водевиланс получиха мач за титлите срещу Отборните шампиони на WWE Нов Ден на Екстремни правила.
На Разплата, Шампионката при жените на WWE Шарлът победи Наталия противоречиво, когато Чарлс Робинсън нареди да бият гонга, когато Наталия не се беше предала от захапката на акулата на Шарлът, приличайки на Монреалското прецакване на Сървайвър през 1997. На следващата вечер на Първична сила, беше обявено, че Шарлът ще защитава титлата срещу Наталия в мач с предаване, където Рик Светкавицата няма право да бъде на ринга, с добавено условие, че ако Светкавицата се намеси в полза на Шарлът, тя ще загуби титлата. След като Стайлс, Андерсън и Галоус пребиха Рейнс и Братята Усо на 2 май на Първична сила, Андерсън и Галоус искаха Стайлс да удари Рейнс със стол, но Стайлс отказа, след това Усо атакуваха Стайлс зад гърба му със стол. Накрая Рейнс направи бомба на Стайлс на масата на коментаторите.
На 2 май в епизод на Първична сила, Русев спечели кралска битка и получи шанс за титлата срещу Шампиона на Съединените щати Калисто на Екстремни правила
На КечМания 32, Кевин Оуенс загуби Интерконтиненталната титла на WWE в мач със стълби със седем души, вклучващ Сами Зейн и Миз. На следващата вечер на Първична сила, Миз спечели Интерконтиненталната титла от Зак Райдър след като Марис, жената на Миз, разсея Райдър удряйки баща му, който беше в публиката. На 11 април на Първична сила, Оуенс прекъсна Шейн Макмеън и поиска шанс за титлата, но вместо това Шейн го включи мач за главен претендент срещу Сезаро, който Сезаро спечели. На Разплата, Оуенс победи Сейн и остана да коментира след мача за Интерконтиненталната титла; Зейн го атакува и се сбиха, докато Сезаро се опита ги изхвърли, но Миз го тушира и запази титлата, но след това Оуенс, Миз, Сезаро и Зейн се сбиха, но накрая Оуенс остана единствения прав и държа титлата. На следващата вечер на Първична сила, друг мач за главен претендент се проведе между Оуенс и Сезаро, но мача свърши без победител, след като Миз, който коментираше, атакува Сезаро. Тогава Зейн пристигна на ринга в битката, приключила когато само Зейн остана пра, държащ титлата. На следваща вечер на Разбиване, Миз прекъсна Зейн в Незабравими моменти и по-късно се проведе мач между рях, който Зейн спечели, когато Оуенс се намеси. Сезаро се притича към ринга, започна сбиване между четиримата, който свърши, когато Сезаро държеше титлата. На 9 май на Първична сила, Шейн и Стефани Макмеън обявиха мач тройна заплаха на Екстремни правила между Оуенс, Миз и Сезаро, но Зейн също поиска да бъде включен в мача. Шейн и Стефани, му казаха, че ще участва в мача ако победи Миз по-късно същата вечер, което Зейн направи.
На Разплата, Дийн Амброуз победи Крис Джерико. На следващата вечер на Първична сила, по време на сегмент в Лудницата на Амброуз, където Амброуз интервюираше Стефани, Стефани заяви че Лудницата на Амброуз е затворена и възстанови токшоуто на Джерико, Незабравими моменти. Джерико се появи и атакува Амброуз. На следващата Първична сила, Амброуз атака Джерико и скъса якето му. На 12 май в епизод на Разбиване, Джерико атакува Амброуз и му сложи усмирителна риза. На 16 май в епизод на Първична сила, Амброуз предизвика Джерико в мач на Екстремни правила, който Джерико прие. Тогава Амроуз обяви, че техния мач на Екстремни правила ще бъде Мач в лудница, мач в стоманена клетка с оръжия, висящи над клетката.
В първия индивидуален мач на Барън Корбин, приключи с двойно отброяване срещу Долф Зиглър. Тогава Долф Зиглър победи Барън Корбин в предварителното шоу на Разплата. На 9 май в епизод на Първична сила, Корбин победи Зиглър. На 16 май в епизод на Първична сила, беше обявено че Зиглър ще се бие с Корбин в Мач без дисквалификации в предварителното шоу на Екстремни правила.
На 11 април на Първична сила, Карл Андерсън и Люк Галоус направиха своя дебют в WWE и атакуваха Братя Усо. На 25 април на Първична сила, Андерсън и Галоус победиха Усо. На следващите седмици след Разплата, двата отбора се срещнаха в отборен мач заедно с Рейнс и Стайлс. На 19 19 май в епизод на Разбиване, Торнадо отборен мач, включващ двата отбора беше съобщен за Екстремни правила.

## Резултати
| №                                                                                     | Резултати                                                                                                 | Правила | Време |
| ------------------------------------------------------------------------------------- | --- | --- | ----- |
| 1П                                                                                    | Барън Корбин победи Долф Зиглър                                                                           | Мач без дисквалификации                                                                                                  | 7:07  |
| 2                                                                                     | Карл Андерсън и Люк Галоус победиха Братя Усо (Джими Усо и Джей Усо)                                      | Торнадо отборен мач | 8:37  |
| 3                                                                                     | Русев (с Лана) победи Калсито (ш)                                                                         | Индивидуален мач за Титлата на Съединените щати на WWE                                                                   | 9:31  |
| 4                                                                                     | Нов Ден (Големият И и Ксавиер Уудс) (с Кофи Кингстън) (ш) победиха Водевиланс (Ейден Инглиш и Саймън Гоч) | Отборен мач за Отборните титли на WWE                                                                                    | 6:20  |
| 5                                                                                     | Миз (ш) (с Марис) победи Сезаро, Кевин Оуенс и Сами Зейн                                                  | Мач Фатална четворка за Интерконтиненталната титла на WWE                                                                | 18:18 |
| 6                                                                                     | Дийн Амброуз победи Крис Джерико                                                                          | Мач в лудница | 26:21 |
| 7                                                                                     | Шарлът (ш) победи Наталия                                                                                 | Мач до предаване за Титлата при жените на WWE; Ако Рик Светкавицата беше излязъл на ринга, Шарлът щеше да загуби титлата | 9:30  |
| 8                                                                                     | Роман Рейнс (ш) победи Ей Джей Стайлс                                                                     | Мач с Екстремни правила за Световната титла в тежка категория на WWE                                                     | 22:12 |
| - (ш) – указва шампиона/шампионите в мача - П – показва, че мача се случи преди шоуто | | |       |